# 1 500 meter för damer i friidrott vid olympiska sommarspelen 1988
1 500 meter för damer vid olympiska sommarspelen 1988 i Seoul avgjordes 1 oktober. 

## Medaljörer
| Gren        | Guld                  | Guld         | Silver                               | Silver  | Brons                             | Brons   |
| 1 500 meter | Paula Ivan · Rumänien | 3.53,96 (OR) | Laimutė Baikauskaitė · Sovjetunionen | 4.00,24 | Tatjana Samolenko · Sovjetunionen | 4.00,30 |

## Resultat
- Q innebär avancemang utifrån placering i heatet.
- q innebär avancemang utifrån total placering.
- DNS innebär att personen inte startade.
- DNF innebär att personen inte fullföljde.
- DQ innebär diskvalificering.
- NR innebär nationellt rekord.
- OR innebär olympiskt rekord.
- WR innebär världsrekord.
- WJR innebär världsrekord för juniorer
- AR innebär världsdelsrekord (area record)
- PB innebär personligt rekord.
- SB innebär säsongsbästa.

### Final
| Placering | Final                      | Tid        |
| --------- | -------------------------- | ---------- |
|           | Paula Ivan (ROU)           | 3.53,96 OR |
|           | Laimutė Baikauskaitė (URS) | 4.00,24    |
|           | Tatjana Samolenko (URS)    | 4.00,30    |
| 4.        | Christina Cahill (GBR)     | 4.00,64    |
| 5.        | Lynn Kanuka-Williams (CAN) | 4.00,86    |
| 6.        | Andrea Hahmann (GDR)       | 4.00,96    |
| 7.        | Shireen Bailey (GBR)       | 4.02,32    |
| 8.        | Mary Decker-Slaney (USA)   | 4.02,49    |
| 9.        | Doina Melinte (ROU)        | 4.02,89    |
| 10.       | Fatima Aouam (MAR)         | 4.08,00    |
| 11.       | Kim Gallagher (USA)        | 4.16,25    |
| 12.       | Debbie Bowker (CAN)        | 4.17,95    |

### Icke-kvalificerade
| Placering | Icke-kvalificerade         | Tid     |
| --------- | -------------------------- | ------- |
| 13.       | Elly van Hulst (NED)       | 4.07,40 |
| 14.       | Hassiba Boulmerka (ALG)    | 4:08.33 |
| 15.       | Kirsty Wade (GBR)          | 4:08.37 |
| 16.       | Ljubov Gurina (URS)        | 4:08.59 |
| 17.       | Angela Chalmers (CAN)      | 4:08.64 |
| 18.       | Vera Michallek (FRG)       | 4:10.05 |
| 19.       | Susan Sirma (KEN)          | 4:10.13 |
| 20.       | Cornelia Bürki (SUI)       | 4:10.89 |
| 21.       | Regina Jacobs (USA)        | 4:18.09 |
| 22.       | Letitia Vriesde (SUR)      | 4:19.58 |
| 23.       | Khin Khin Htwe (MYA)       | 4:20.92 |
| 24.       | Noh Hea-soon (KOR)         | 4:26.05 |
| 25.       | Daphrose Nyiramutuzo (RWA) | 4:32.31 |
| 26.       | Laverne Bryan (ANT)        | 4:39.73 |
| 27.       | Joanne Smitton (PNG)       | 4:46.49 |
| 28.       | Rachel Thompson (SLE)      | 5:31.42 |